# لوئیز گلیک
لوئیز الیزابت گلیک (انگلیسی: Louise Elisabeth Glück؛ ۲۲ آوریل ۱۹۴۳ – ۱۳ اکتبر ۲۰۲۳) شاعر، استاد اهل ایالات متحده آمریکا و برندهٔ جایزهٔ نوبل ادبیات سال ۲۰۲۰ بود.
وی همچنین برندهٔ جوایزی همچون ملک‌الشعرای مشاور کتابخانه کنگره در امر شعر، کمک‌هزینه گوگنهایم، و جایزه پولیتزر برای شعر شده‌است.

## زندگی شخصی
این شاعر آمریکایی در ۲۲ آوریل ۱۹۴۳ در نیویورک در یک خانوادهٔ اتریشی و مجارستانی یهودی‌الاصل زاده و در لانگ آیلند بزرگ شد.
وی در دوران دبیرستان از بی‌اشتهایی عصبی رنج می‌برد. او بعدها بر این بیماری غلبه کرد. لوئیز گلیک در کالج سارا لارنس و دانشگاه کلمبیا تحصیل کرد؛ اما مدرکی نگرفت. وی افزون‌بر نویسندگی، در چندین مؤسسهٔ شعر نیز تدریس کرده‌است.
گلوک پس از ترک کلمبیا بدون مدرک، با منشی‌گری زندگی خود را تامین می‌کرد. وی در سال ۱۹۶۷ با چارلز هرتز جونیور ازدواج کرد. اما این ازدواج به طلاق انجامید.
گلوک تا پیش از مرگ استادیار و نویسندهٔ روزنکرانز در دانشگاه ییل بود و در کمبریج، ماساچوست زندگی می‌کرد. او بر اثر سرطان درگذشت.

## زندگی حرفه‌ای
در سال ۱۹۶۸ گلوک نخستین مجموعهٔ شعر خود به نام Firstborn را منتشر کرد که مورد توجه مثبت منتقدان قرار گرفت. با این حال، او پس از سال ۱۹۷۱ هنگامی که آغاز به آموزش شعر در کالج گودارد در ورمونت کرد یک مورد طولانی از انسداد نویسنده را تجربه کرد که درمان شد. شعرهایی که وی در این مدت سروده‌اند در کتاب دوم او خانه‌ای در مارشلند (۱۹۷۵) گردآوری شده که بسیاری از منتقدان آن را پیشرفت مهم وی قلمداد می‌کنند و از کشف صدای متمایز وی حکایت دارد.
وی همچنین عضو انجمن فیلسوفان آمریکا بود.

## سبک کاری
از گلوک غالباً بعنوان یک شاعر زندگینامه‌ای یاد می‌شود. کار او به دلیل شدت عاطفی و بیشتر با استفاده از اسطوره، تاریخ یا طبیعت برای مراقبه در تجارب شخصی و زندگی مدرن شناخته شده‌است. وی در شهر نیویورک زاده شد
گلوک در کار خود بر روشن کردن جنبه‌های آسیب، میل و طبیعت متمرکز می‌شد. در کاوش این مضامین گسترده، شعر او به دلیل ابراز صریح غم و انزوا شناخته شده‌است. پژوهشگران همچنین در ساخت او از شخصیت‌های شاعرانه و رابطه در زندگی‌نامه و اسطورهٔ کلاسیک در اشعار او تمرکز کرده‌اند.
شعرهای او اغلب در باره آسیب و سرخوردگی بودند. پرآوازه‌ترین شعر او پرتقال ساختگی ارزش عشق و آمیزش جنسی را زیر سؤال می‌برد.

## افتخارات
گلوک جوایز زیادی از جمله جایزهٔ نوبل ادبیات در سال ۲۰۲۰ دریافت کرده است. افزون‌بر بسیاری از جوایز مهم شعر در ایالات متحده، وی چندین بورسیهٔ تحصیلی از بنیاد ملی هنر و بنیاد گوگنهایم دریافت کرده‌است. در زیر افتخاراتی را که وی برای کار و کارهای فردی خود دریافت کرده آورده شده‌است:
- ملک‌الشعرای مشاور کتابخانهٔ کنگره در امر شعر
- کمک‌هزینهٔ گوگنهایم
- جایزهٔ پولیتزر برای شعر
- جایزهٔ نوبل ادبیات در سال ۲۰۲۰